# Дом Естридсон
Дом Естридсон (на датски: Estridsen; на немски: Haus Estridsson) е датска династия, крале на Дания (1047 – 1412), Норвегия (1375 – 1396) и Швеция (1389 – 1396), херцози на Шлезвиг (1058 – 1326; 1330 – 1375)
Прародител на династията е Бьорн Стари, наричан също Бьорн Ериксон, който е легендарен крал на Швеция от 900 до 950 г. или Ринг, около 936 г. крал на Швеция. Фамилията е наричана също Улфинги (Ulfinger) по съпруга на Естрид († 1057/1073) лорд Улф († 1026). Естрид е дъщеря на крал Свен I Вилобради, сестра на крал Кнут Велики и майка на основателя на кралската линия Естридсон Свен II Естридсон (1020 – 1074), от 1047 г. крал на Дания.
Възходът на династията е по времето на Калмарската уния от 1397 до 1523 г.,
когато кралствата Дания, Норвегия и Швеция са под управлението на един монарх. Малко след това фамилията изчезва. Последната кралица от рода е Маргарета I Датска (1387 – 1412).
- 1047 – 1074? Свен II Естридсон (ок. 1020 – 28.4.1074?), наместник на Дания от 1039, ярл на Дания от 1042. 1-ви брак с Гунхилда (†1060), дъщеря на норвежкия ярл Свен Хоконсон; 2-ри брак (1060) с юда, дъщеря на шведския крал Анунд III Якоб; 3-ти брак с Тора, дъщеря на Рагнхилд Ерлингсдотер. От първия си брак има един син Свен (†1097), от втория си брак няма даца, а от третия – един син Магнус, починал в детска възраст. Освен това Свен II Естридсон има седемнадесет извънбрачни деца, четири от които впоследствие стават крале на Дания
- 1074? – 1080 Харалд III Хен (1041?-17.6.1080), извънбрачен син на Свен II Естридсон. Женен за Маргарета, дъщеря на Асберн Оданеярл, от която има една дъщеря.
- 1080 – 1086 Кнуд IV Свети (1043?-10.7.1086), извънбрачен син на Свен II Естридсон, канонизиран през 1101. Женен за Адела (1065 – 1115), дъщеря на Робер I, граф на Фландрия. Има три деца: Карл I Добрия (ок. 1084 – 1127), граф на Фландрия от 1119; Сесилия (†1131); Ингегерда.
- 1086 – 1095 Олаф I Гладния (1050?-18.8.1095), извънбрачен син на Свен II Естридсон, херцог на Шлезвиг (1058 – 1095). Женен за Ингегерда, дъщеря на норвежкия крал Харалд III, от която няма деца.
- 1095 – 1103 Ерик I Великодушния (1070?-10.7.1103), извънбрачен син на Свен II Естридсон, херцог на Шлезвиг. Женен (1086) за Бодила (†1103), дъщеря на Тругот Улфсон, от която има един син – Кнуд Лавард (1096 – 1131), ярл на Южна Ютландия от 1115, княз на бодричите от 1129. Има и четири извънбрачни деца.
- 1104 – 1134 Нилс Свенсен (ок. 1064 – 25.6.1134), извънбрачен син на Свен II Естридсон, херцог на Шлезвиг. Женен (ок. 1105) за Маргарета (Фредкула, †1130), дъщеря на шведския крал Инге I Стари, от която има две деца: Магнус Силния (1106 – 1134), херцог на Ютландия (1129 – 1133) и Инге (†1158)
- 1134 – 1137 Ерик II Умния (ок. 1090 – 18.7.1137), извънбрачен син на Ерик I Великодушния, херцог на Шлезвиг. Женен (ок. 1130) за Малмфрида (†след 1137), дъщеря на киевския княз Мстислав I Велики, от която няма законни деца.
- 1137 – 1146 Ерик III Лам (ок. 1100 – 27.8.1146)(1137 – 1146), незаконен внук на Ерик I Великодушния, херцог на Шлезвиг.
- 1146 – 1157 Свен III Граде (ок. 1125 – 23.10.1157), извънбрачен син на Ерик II Умния, херцог на Шлезвиг (1146 – 1147), съвладетел с Кнуд V (1152 – 1154, 1157). Женен (1152) за Аделгейда (†след 1172), дъщеря на Конрад I велики, маркграф на Саксония, от която има син Ерик (†1157) и дъщеря Лукардис.
- 1146 – 1157 Кнуд V (1129 – 9.8.1157), син на Магнус Силния и внук на крал Нилс Свенсен, съвладетел със Свен III Граде (1152 – 1154, 1157). Женен (1156) за дъщерята на шведския крал Сверкер I Карлсон, от която има двама сина: Свети Нилс (†1180) и Валдемар (†1236), архиепископ на Бремен.[1]
- 1157 – 1182 Валдемар I Велики (4.1.1131 – 12.5.1182), син на Кнуд Лавард и внук на Ерик I Великодушния, херцог на Шлезвиг (1147 – 1157). Женен (1157) за новгородската княгиня София Владимировна (1141 – 1198), от която има осем деца. Преди брака си има извънбрачен син Кристоф (1150 – 1173), херцог на Шлезвиг (1157 – 1173):
  - София (1159 – 1208), ∞ 1181 за Енгфрид III (1150 – 1206), граф на Орламюнде;
  - Кнуд VI Валдемарсен (1162 – 1202), следващ крал на Дания;
  - Валдемар II Победител (1170 – 1241), следващ крал на Дания;
  - Ингеборга (1175 – 1236), ∞ 1193 (разведена 1193) за френския крал Филип II;
  - Елена (†1233), ∞ 1202 за херцог Вилхелм Дебелия фон Люнебург (1184 – 1213);
  - Маргарета, монахиня в Роскилде;
  - Рикса (†1220), ∞ за краля на Швеция Ерик X (V) Кнутсон;
  - Мария, монахиня в Роскилде.
- 1182 – 1202 Кнуд VI Валдемарсен (1162 – 12.11.1202), съвладетел с баща си (1170 – 1182), херцог на Шлезвиг (1173 – 1182). Женен (1177) за Гертруда (ок. 1155 – 1196), дъщеря на саксонския херцог Хайнрих Лъв, от която няма наследници.
- 1202 – 1241 Валдемар II Победител (1170 – 28.3.1241), херцог на Шлезвиг (1182 – 1218). 1-ви брак (1202) с Рикса (1172 – 1204), дъщеря на саксонския херцог Хайнрих Лъв, от която няма наследници; 2-ри брак (1205) Дагмар (Малгоржата) (†1212), дъщеря на чешкия крал Отокар I; 3-ти брак (1213) с Беренгария (†1221), дъщеря на португалския крал Саншу I. От втората си съпруга Валдемар II има един син, от третата – трима синове и една дъщеря, а от извънбрачните си връзки – още двама синове и една дъщеря:
  - Валдемар (1209 – 1231), съвладетел с баща си от 1215, ∞ 1229 за Елеонора (1211 – 1231), дъщеря на португалския крал Афонсу II;
  - Ерик IV Пловпенинг (1216 – 1250), следващ крал на Дания;
  - София (1217 – 1248), ∞ 1231 за маркграф Йохан I фон Бранденбург;
  - Абел Валдемарсен (1218 – 1252), следващ крал на Дания;
  - Кристофер I Валдемарсен (1219 – 1259), следващ крал на Дания.
- 1241 – 1250 Ерик IV Пловпенинг (1216 – 9.8.1250), ∞ 1239 за Юта, дъщеря на саксонския херцог Албрех I, от която има четири дъщери:
  - София (1235 – 1286), ∞ 1260 за шведския крал Валдемар I Биргерсон;
  - Ингеборга (1244 – 1287), ∞ 1261 за норвежкия крал Магнус VI;
  - Юта (1246 – 1284), абатиса в Роскилде;
  - Агнеса (1249 – 1288/95), абатиса в Роскилде.
- 1250 – 1252 Абел Валдемарсен (1218 – 29.6.1252) втори син на Валдемар II Победител, херцог на Шлезвиг (1232 – 1252). Женен (1237) за Матилда (1225 – 1288), дъщеря на Адолф IV, граф на Холщайн, от която има четири деца:
  - Валдемар (1238 – 1257), херцог на Шлезвиг (1252 – 1257);
  - София (1240 – 1284), ∞ 1258 за княз Бернхард I фон Анхалт-Бернбург;
  - Ерих I (1240/42 – 1272), херцог на Шлезвиг (1257 – 1272), ∞ 1259/60 за Малгоржата (†1272), дъщеря на руянския княз Яромир II, от която има двама синове и една дъщеря:
    - Валдемар IV (†1312), херцог на Шлезвиг (1272 – 1312), ∞ 1287 за Елизабета (†1306), дъщеря на херцог Йохан I фон Саксен-Лауенберг:
      - Ерих II (ок. 1290 – 1325), херцог на Шлезвиг (1312 – 1325), ∞ 1313 за Аделгейда, дъщеря на граф Хайнрих I фон Холщайн:
        - Валдемар III (1315 – 1364), бъдещ крал на Дания, херцог на Шлезвиг (Валдемар V 1325 – 1326, 1330 – 1364):
        - Хелвига (†1374), ∞ 1340 за датския крал Валдемар IV Атердаг

    - Ерик Ериксен Дългата кост (1272 – 1310), ∞ 1295 за София (†1325), дъщеря на граф Бурхард VIII фон Розенберг;
    - Маргарета (†1313), ∞ 1287 за граф Хелмолд III фон Шверин;

  - Абел (1252 – 1279), ∞ за Мехтилда, дъщеря на граф Гунцлин III фон Шверин;
- 1252 – 1259 Кристофер I Валдемарсен (1219 – 29.5.1259), трети син на Валдемар II Победител, ∞ 1248 за Малгоржата (Звинислава) (†1283), дъщеря на Самбор II, княз източнопоморски, от която има четири деца:
  - Ерик V Клипинг (1249 – 1286), следващ крал на Дания;
  - Валдемар (†1295), неженен;
  - Матилда (†1299/1300), омъжена (1272) за маркграф Албрехт III фон Бранденбург;
  - Маргарета (†1306), омъжена (1276) за граф Йохан II фон Холщайн.
- 1259 – 1286 Ерик V Клипинг (1249 – 22.11.1286), ∞ 1273 за Агнеса (1257 – 1304), дъщеря на маркграф Йохан I фон Бранденбург, от която има пет живи деца:
  - Ерик VI Менвед (1274 – 1319), следващ крал на Дания;
  - Кристофер II (1276 – 1332), следващ крал на Дания;
  - Валдемар (†1304), неженен;
  - Рикса (†ок. 1308), омъжена (1292) за Николай II, княз на Верле (†1316);
  - Маргарета (†1341), омъжена (1298) за шведския крал Биргер Магнусон.
- 1286 – 1319 Ерик VI Менвед (1274 – 13.11.1319), ∞ 1296 за Ингебурга (ок. 1279 – 1319), дъщеря на шведския крал Магнус I Ладулос, от която няма живи наследници.
- 1319 – 1326, 1330 – 1332 Кристофер II (29.9.1276 – 2.8.1332), втори син на Ерик V Клипинг, ∞ 1300 за Евфимия (1290 – 1330), дъщеря на Богуслав IV, княз западнопоморски, от която има четири деца, достигнали пълнолетие:
  - Маргарета (ок. 1305 – 1340), омъжена (1324) за херцог Лудвиг V фон Бавария, курфюрст на Бранденбург;
  - Ерик (1307 – 1331), ∞ 1329 (развод 1331) за Елизабета (1300 – 1340), дъщеря на граф Хайнрих I фон Холщайн;
  - Ото, херцог на Лолан;
  - Валдемар IV Атердаг (ок. 1320 – 1375), бъдещ крал на Дания.
- 1326 – 1329 Валдемар III (1315 – 1364), праправнук на крал Абел Валдемарсен, херцог на Шлезвиг (Валдемар V 1325 – 1326, 1330 – 1364), ∞ за Рихардис (†1384), дъщеря на граф Гунцелин VI фон Шверин, от която има две деца:
  - Хайнрих (†1375), херцог на Шлезвиг (1364 – 1375), ∞ за Кунигунда;
  - Валдемар (†1364), неженен.
- 1332 – 1340 – междуцарствие
- 1340 – 1375 Валдемар IV Атердаг (ок. 1320 – 24.10.1375), трети син на Кристофер II, ∞ 1340 за Хелвига (†1374), дъщеря на Ерих II, херцог на Шлезвиг, от която има три живи деца:
  - Кристофер (1341 – 1363), херцог на Лолан;
  - Ингеборга (1347 – 1370), омъжена (1361) за херцог Хайнрих III фон Мекленбург-Шверин;
  - Маргарета I (1353 – 1412), бъдеща кралица на Дания, Норвегия и Швеция.
- 1375 – 1387 Олаф II (1370 – 3.8.1387), син на норвежкия крал Хокон VI и Маргарета I, крал на Норвегия (Олаф IV 1380 – 1387).
- 1387 – 1396 Маргарета I (1353 – 28.10.1412), кралица на Норвегия (1387 – 1389); кралица на Швеция (1389 – 1396), омъжена (1363) за норвежкия крал Хокон VI.[2]